# VM i landevejscykling 2001
VM i landevejscykling 2001 fandt sted i Lissabon, Portugal, fra 9. oktober til  14. oktober 2001. Konkurrencen bestod af landevejsløb og enkeltstart for mænd og kvinder, under-23 for mænd, junior for mænd og kvinder.

## Medaljevindere
| Løb                          | Guld                              | Guld     | Sølv                          | Sølv  | Bronze                            | Bronze  |
| ---------------------------- | --------------------------------- | -------- | ----------------------------- | ----- | --------------------------------- | ------- |
| Herrernes løb                |                                   |          |                               |       |                                   |         |
| Herrernes linjeløb           | Óscar Freire · Spanien            | 6t07'21" | Paolo Bettini · Italien       | s.t.  | Andrej Hauptman · Slovenien       | s.t.    |
| Herrernes enkeltstart        | Jan Ullrich · Tyskland            | 51'50"   | David Millar · Storbritannien | + 6"  | Santiago Botero · Colombia        | + 17"   |
| Damernes løb                 |                                   |          |                               |       |                                   |         |
| Damernes linjeløb            | Rasa Polikevičiūtė · Litauen      | 3t12'05" | Edita Pučinskaitė · Litauen   | s.t.  | Jeannie Longo-Ciprelli · Frankrig | s.t.    |
| Damernes enkeltstart         | Jeannie Longo-Ciprelli · Frankrig | 29'08"   | Nicole Brändli · Schweiz      | s.t.  | Teodora Ruano · Spanien           | + 44"   |
| Herrernes U23-løb            |                                   |          |                               |       |                                   |         |
| Herrernes U23-linjeløb       | Yaroslav Popovych · Ukraine       | 3t36'28" | Giampaolo Caruso · Italien    | + 17" | Ruslan Gryschenko · Ukraine       | + 1'24" |
| Herrernes U23-enkeltstart    | Danny Pate · USA                  | 46'29"   | Sebastian Lang · Tyskland     | + 38" | James Lewis Perry · Sydafrika     | + 39"   |
| Herrernes juniorløb          |                                   |          |                               |       |                                   |         |
| Herrernes junior-linjeløb    | Oleksandr Kvachuk · Ukraine       | 2t58'43" | Niels Scheuneman · Holland    | + 7"  | Mathieu Perget · Frankrig         | s.t.    |
| Herrernes junior-enkeltstart | Jurgen van den Broeck · Belgien   | 27'28"   | Oleksandr Kvachuk · Ukraine   | s.t.  | Niels Scheuneman · Holland        | + 1"    |
| Damernes juniorløb           |                                   |          |                               |       |                                   |         |
| Damernes junior-linjeløb     | Nicole Cooke · Storbritannien     | 2t01'25" | Pleuni Mohlmann · Holland     | + 17" | Maja Włoszczowska · Polen         | + 29"   |
| Damernes junior-enkeltstart  | Nicole Cooke · Storbritannien     | 18'45"   | Natalia Bojarskaja · Rusland  | + 9"  | Diana Elmentaite · Litauen        | + 10"   |